# Pilili

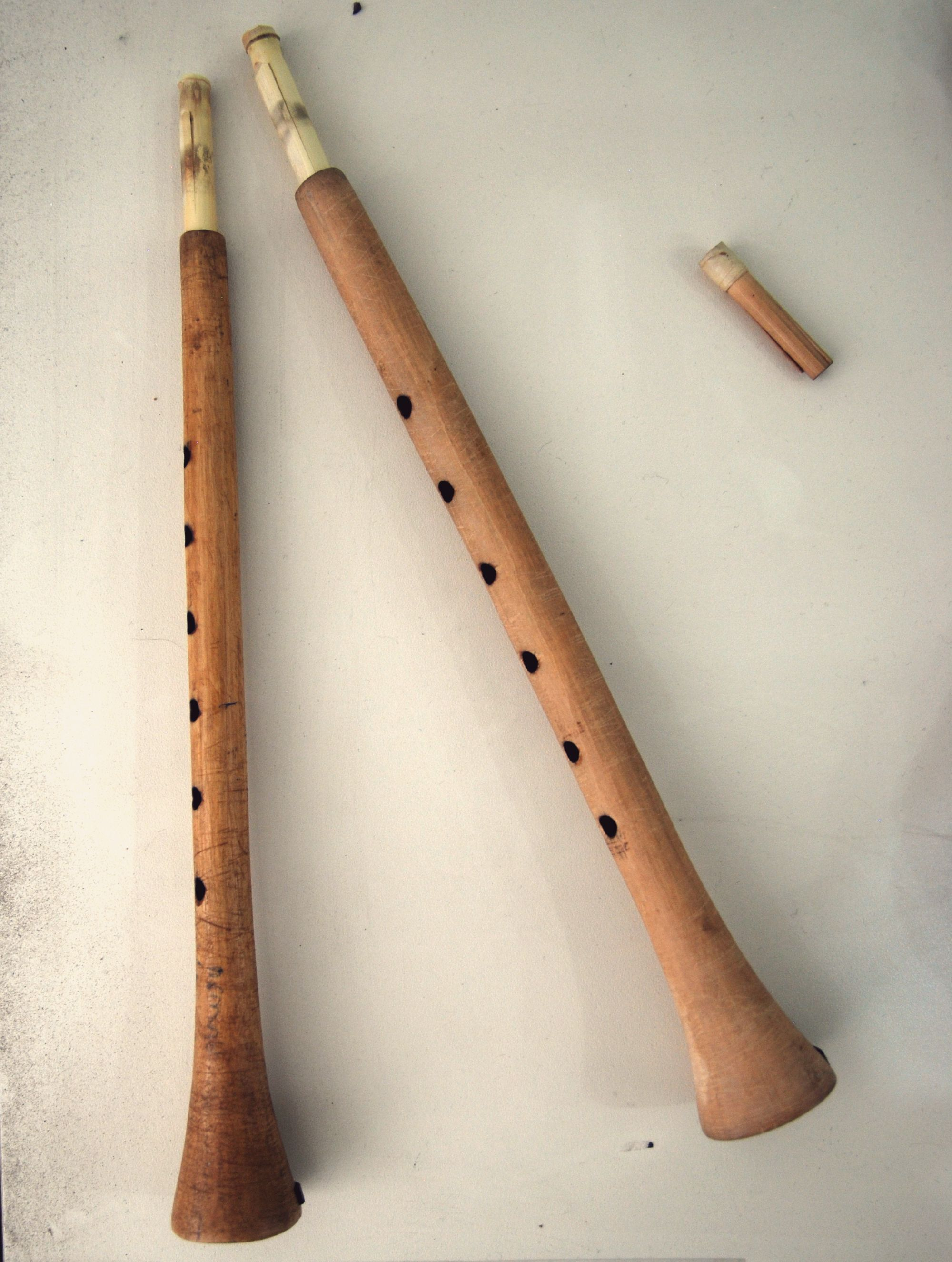
Zwei pilili mit Bambusmundstück

Pilili (georgisch პილილი) ist ein seltenes Einfachrohrblattinstrument, das in der Republik Adscharien im Südwesten Georgiens zur Begleitung von Liedern und Tänzen gespielt wird.

## Bauform
Die pilili besteht aus einer 25 bis 30 Zentimeter langen hölzernen Spielröhre, die sich am unteren Ende leicht trichterförmig aufweitet. Die verwendeten Holzarten sind Pflaumenholz oder Holunder. Am oberen Ende wird ein kurzes, dünneres und mit einem idioglotten Rohrblatt versehenes Mundstück eingesteckt, dessen Länge sich nach dem gewünschten Klang richtet. Die heute üblichen Mundstücke aus Bambus sind an ihrer helleren Färbung erkennbar, früher bestanden die Mundstücke ebenfalls aus Pflaumenholz. Ein Daumenloch fehlt, die fünf bis sieben Fingerlöcher produzieren nacheinander abgedeckt die Tonfolge des1 – es1 – f1 – ges1 – as1 – b1 – c2. Der diatonische Tonumfang beträgt eine Oktave.
Andere Einfachrohrblattinstrumente in der Region, die zu den Rohrpfeifen gehören, sind die türkische sipsi, die usbekische sibiziq (sibizgʻa) und die turkmenische dilli tüýdük. 

## Spielweise
In der Tanzmusik spielt die pilili mit der Zylindertrommel doli zusammen. Ansonsten begleitet sie in scherzhaften Liedern die Gesangsstimme. Der türkische Musiker Birol Topaloğlu bringt in seinem Orchester neben der Sackpfeife tulum andere Instrumente der türkischen und georgischen Volksmusik einschließlich der pilili zusammen. 
Das am weitesten verbreitete georgische Blasinstrument ist die Schnabelflöte salamuri.